# 橫嶺
橫嶺泛指香港船灣淡水湖東北偏北數座橫陳的山峰，因其橫陳成嶺而得名。橫嶺位於新界東北船灣郊野公園內，為大埔區（南）與北區（北）之間的分界線，最高點為海拔311米高的雞仔峒。

## 歷史
根據香港大埔區區議會出版的＜ 大埔風物志 >記載，横嶺頭唐代已經有居民定居，並且出土了八座唐代灰窰 . 
在橫嶺山麓附近原有八條小村，由西向東分別為涌背、涌尾、䃟頭窰、坭塘角、橫嶺頭、金竹排、大滘、小滘，居民多為漁民。但由於香港於1963年發生嚴重旱災，導致食水供不應求，港英政府於是落實興建船灣淡水湖以解決問題，並且將䃟頭窰與坭塘角以外的其餘六村遷至大埔墟陸鄉里，以便村民於船灣淡水湖正式啟用前容易取水，而陸鄉里亦因此得名。

## 地理
橫嶺被劃分於船灣郊野公園，毗鄰以西的八仙嶺郊野公園，南方可見虎頭沙、長牌墩等山，山嶺西南方亦建有船灣淡水湖的水庫主壩，東北部可以觀賞到海拔416米的吊燈籠以及印洲塘海岸公園。橫嶺山勢嚴峻，海拔差距稍大。所組成的山主要有：
- 馬頭峰（295米）
- 赤馬頭（約291米）
- 雞仔峒（最高，311米）
- 大峒（約294米）
- 觀音峒（約308米）
- 石芽頭（約283米）

## 外部鏈接
- 橫嶺、大峒賞印洲塘 香港特搜 （页面存档备份，存于）
- 船灣淡水湖郊遊徑－香港遊